# RIM-8 Talos
Il missile Talos fu progettato e costruito dalla Bendix Corporation. Era il più potente e meno diffuso dei missili serie T (Tartar, Terrier e Talos), dotato di statoreattore per una velocità costante di 2,5 mach. Le ultime versioni raggiungevano i 185–220 km nelle migliori condizioni. Venne impiegato in Vietnam.